# غاردينر كان
غاردينر كان (بالإنجليزية: Gardiner Kane)‏ هو سياسي بريطاني، ولد في 25 نوفمبر 1947 في المملكة المتحدة. حزبياً، نشط في الحزب الديمقراطي الاتحادي. وقد انتخب عضو الجمعية التشريعية الأولى لأيرلندا الشمالية عن دائرة شمال أنترم ‏ وقد انضم خلال فترته النيابية ‏ (11 نوفمبر 2002 – 28 أبريل 2003)  للكتلة البرلمانية مستقل وفي انتخابات الجمعية التشريعية لأيرلندا الشمالية، 1998 ‏، انتخب عضو الجمعية التشريعية الأولى لأيرلندا الشمالية عن دائرة شمال أنترم ‏ وقد انضم خلال فترته النيابية ‏ (25 يونيو 1998 – 11 نوفمبر 2002)  للكتلة البرلمانية الحزب الديمقراطي الاتحادي.